# Мифология кроу
Мифология Кроу — совокупность религиозно-мифологических представлений племени кроу — индейцев, проживающих в районе Великих Равнин. 

## Божество - Кроу
В языке кроу у Создателя есть много имён, таких как Akbaatatdia (Тот, Кто Создал Всё/Создатель Всего Сущего), Iichíkbaalee (Первый Творец/Создатель) и Isáahkawuattee (Старик Койот). Все эти имена относятся к единому всемогущему богу, который, по мнению кроу, создал Вселенную. Считается, что эта Вселенная состоит из трёх миров: первый — физический мир, который считается самым маленьким из всех миров, второй — духовный мир, а в третьем живёт только Бог.

## Истории создания Кроу
Одна из многих историй о сотворении Кроу физического мира повествует о том, что Старик Койот был один в большом океане, когда увидел двух уток-самцов, плывущих по его поверхности. В разговоре с утками речь заходит о том, что находится под водой. Старик Койот предлагает одной из уток нырнуть, что она и делает, и после нервного ожидания утка наконец выныривает с корнем в клюве. Ещё одно опасное погружение приносит ил. С помощью этой земли Старик Койот сначала строит остров, а затем все земли на Земле. Однако Земля пуста, поэтому Старик Койот использует корень, чтобы заселить планету растениями и деревьями. Несмотря на этот успех, Земля всё ещё была неправильной, она была слишком плоской, поэтому Старик Койот изменил форму земли, чтобы создать реки, горы и все географические объекты. И снова чего-то не хватало, Старику Койоту и уткам нужны были друзья, поэтому он вылепил человека из глины. Но старик Койот хотел, чтобы люди были счастливы, поэтому он создал и женщин, чтобы они могли быть довольны друг другом и размножаться. Затем он создал уток-самок, чтобы утки тоже были счастливы. Затем история развивается, когда Старик Койот встречает другого Койота, и они решают путешествовать вместе, попадая в различные ситуации, которые в конечном итоге приводят к появлению всех животных на Земле.
Считается, что изначально кроу были близки к Богу, постоянно молились, чтобы показать свою преданность, однако со временем вороны забыли о молитве и навлекли на себя беду. Кроу верят, что они должны возродить эту связь с помощью молитвы, чтобы жить в достатке, и многие стремятся к личным отношениям с Богом, чтобы добиться успеха.

## Религиозная вера Кроу
Кроу часто используют выражение «бабушка Земля» для обозначения физических объектов, созданных Богом, поскольку Бог, хотя и является частью физического мира, превосходит его. Из-за этого Бога часто называют «Выше», то есть превосходящим, а не находящимся физически на небесах. Из-за этого Бога часто называют «Выше», то есть превосходящим, а не находящимся физически на небесах. Поскольку Бог создал всё, кроу верят, что сила Создателя присутствует во всём, и поэтому всё в природе священно. Поскольку Бог создал всё и, следовательно, вездесущ, кроу находятся в контакте с Богом во всех аспектах своей повседневной жизни. Именно благодаря этому вездесущности и всемогуществу кроу религиозно терпимы. Одним из примеров такой толерантности является обзор мировых религий, представленный Томасом Желтохвостым, шаманом-вороном и вождём Солнечного Танца. Желтохвост использовал метафору колеса повозки, чтобы описать религиозную веру, отметив, что каждая спица представляет собой отдельный народ и религию. Если убрать одну спицу, колесо не будет работать, то есть все спицы должны присутствовать, чтобы образовался круг жизни. Однако все спицы соединены с центральной осью, Творцом. Таким образом, все религии и народы связаны с Богом, и все они одинаково хороши как способы установления духовных отношений. В результате Вороны могут исповедовать несколько религий, и каждый сам решает, какие методы он считает наиболее эффективными. То, что сейчас считается традиционными религиозными обрядами кроу, скорее всего, сформировалось где-то между 1725 и 1770 годами, во времена больших культурных изменений, после того как кроу приобрели своих первых лошадей у племени команчей в 1730-х годах.

## Baaxpée, Xapáaliiaи духи
Священная сила Бога называется Baaxpée, что означает «сила, превосходящая обычное». Физическое проявление Baaxpée называется Xapáaliia, что часто называют «лекарством», которое представляет собой и действует как проводник Baaxpée, дарованной ворону Богом.
Чтобы Кроу получила Baaxpée, она должна получить её от духа, Ииапксе, сверхъестественного покровителя из мира духов. Поскольку мир духов находится между физическим миром и третьим миром, где обитает Бог, считается, что духи являются посредниками между человеком и Богом и поэтому могут даровать Baaxpée. Кроу верят, что мир полон духов, которые часто принимают облик животных, особенно почитаются буйволы, птицы и медведи. Звёзды, созданные Богом, также считаются священными, и их духи могут взаимодействовать с людьми так же, как и духи-покровители. Проявление духа часто определяет тип Baaxpée, который он дарует, например, дух лося, как сильное и независимое животное, ассоциируется с дарованием большей силы. Считается, что дух белки, запасающей орехи на зиму, чтобы прокормить свою семью, делает то же самое для людей, помогая племени находить пищу. Индивидуальные особенности каждого духа также влияют на тип Baaxpée, например, покровитель с седыми волосами указывает на дар долголетия. Однако не существует определённого животного-покровителя и Baaxpée для Кроу каждый дух индивидуален, как и человек, которому он явился.

## Поиск видения
По словам Кроу, в мире до сохранения было два основных способа, с помощью которых Кроу мог получить Baaxpée. Первый — отправиться в поход за видением. Есть много причин, по которым Кроу может захотеть получить Baaxpée с помощью похода за видением. Некоторые могут быть больны и желать исцеления, другие могут хотеть обрести силу, чтобы победить своих врагов в бою, а многие хотят, чтобы Бог благословил их и направлял на протяжении всей жизни. Как правило, Baaxpée, которого Кроу хочет достичь с помощью видения, является личным и уникальным для каждого.
Прежде чем отправиться на поиски, Кроу может посетить шамана, чтобы тот помог определить, какой вид Baaxpée поможет им больше всего, а также чтобы ознакомиться с обрядами и молитвами, чтобы их действия соответствовали ритуалам. Для самого поиска Кроу в одиночку отправляется в уединённое и возвышенное место, часто на вершину холма (Кроу особенно любят Волчьи горы), чтобы в полном одиночестве совершить ритуальную молитву.
У народа кроу этот ритуал называется bilisshíissanne, что переводится как «поститься без воды», так как участник даёт обет не есть и не пить в течение двух-трёх дней, чтобы продемонстрировать свою преданность Богу через жертву. Иногда практикуется самобичевание, чаще всего отрезание пальца в качестве подношения Богу и в знак преданности. Цель этих пыток — показать свою готовность полностью посвятить себя Богу и вызвать жалость у духа, представителя Бога. Когда дух пожалеет участника, он вызовет видение, в котором покровитель принимает облик Кроу, даруя Baaxpée. Отношения между духом и Вороном считаются отцовскими, где дух как отец ведёт ребёнка-Ворона по жизни, поэтому духов часто называют «Отцами-духами». Однако Baaxpée, которое получает искатель, одалживается духом, а не даётся полностью, что требует от Ворона молитвы своему покровителю, чтобы подтвердить связь между ними и сохранить Baaxpée сильным.
Как только квест будет завершён и Baaxpée обретёт силу, искатель Кроу вернётся домой, часто посещая шамана, чтобы обсудить своё видение и полностью понять его смысл. В память о пережитом опыте искатель создаст Xapáaliia, которая будет представлять его покровителя, обретённую силу и помогать Кроу направлять и поддерживать Baaxpée. Для человека Xapáaliia может быть чем угодно, что он считает достаточным для обозначения связи между ним и его покровителем. Например, если его духом был орёл, то Ворон может решить взять орлиное перо в качестве Xapáaliia. Для каждого Ворона его Baaxpée и его видение уникальны и не могут быть переданы. Однако Xapáaliia — это физический, могущественный и священный предмет, который может передаваться от Кроу к Кроу, часто дарится после смерти членам семьи или Воронам, которые не могут получить собственное видение. Если известно, что Xapáaliia Кроу особенно могущественна и способна влиять на жизнь, он может получить множество просьб использовать её, но в конечном счёте решение о том, кому её отдать, остаётся за владельцем. Силы , которые Xapáaliia, которую получает её владелец, обычно отражает прагматичные заботы Кроу в повседневной жизни, будь то добывание пищи, поддержание здоровья, обретение богатства или победа над врагами. Чтобы Xapáaliia оставалась чистой, а покровитель был доволен, очень важно, чтобы она не соприкасалась с менструальной кровью. Если это произойдёт, то оскорбит Отца-Лекаря и навлечёт болезнь на владельца.

## Танец солнца
Второй способ, с помощью которого вороны в XIX веке могли попытаться обрести Baaxpée, заключался в Танце Солнца (aškišširissu-a). В отличие от поиска видения, Танец Солнца исполняется отдельными людьми на публичной церемонии в интересах всего племени, чтобы связь Кроу с Богом оставалась крепкой, а значит, приносила процветание и счастье. Лесли Спир считал, что церемония «Танца Солнца», скорее всего, пришла из племён шайеннов, черноногих и асинов, поскольку у этих групп были самые сложные церемонии «Танца Солнца». Танец Солнца был запрещён в резервации Кроу в 1887 году в рамках «цивилизаторской» деятельности, которой занималось Управление по делам индейцев в ту эпоху. Эта практика возродилась в 1941 году, когда Уильям Биг Дэй, посетив Танец Солнца у шошонов, где он почувствовал сильную связь, впервые за пятьдесят четыре года исполнил Танец Солнца Кроу, веря, что его возрождение принесёт племени счастье. Эта традиция распространилась настолько, что к 1990-м годам каждое лето проводилось в среднем по пять «Танцев солнца». В конце 1980-х годов в резервации появилась тетонско-сиуская версия «Танца Солнца», в результате чего некоторые танцы стали сочетать в себе черты шошонов и тетонов.

### Церемония в Парилке
Менее масштабный, но не менее значимый ритуал, который отмечался как в дорезервационном мире, так и в современном обществе кроу, — это парилка. Хотя этот ритуал проводится в одиночку, он также является важным подготовительным этапом к Танцу Солнца, который, по мнению членов племени, очищает тело и подготавливает душу к Танцу Солнца. Эта связь проявляется в том, что «Пот-Лодж» часто называют «Маленькой Ложей», младшим братом «Большой Ложи», в которой исполняется Танец Солнца. Сама «Парилка» во многом напоминает «Большую Ложу»: она состоит из двенадцати столбов, а дверь обращена на восток, чтобы приветствовать Солнце. В центре хижины выкапывают яму размером 2 на 2 фута, в которую кладут горячие камни, нагретые огнём, разложенным к востоку от хижины. Один человек должен положить камни в яму, пока остальные сидят и молча молятся. Первые четыре камня нужно положить крест-накрест, чтобы они символизировали четыре стороны света и круг жизни. Как только все камни будут расставлены, начнётся церемония. Сначала на камни выливают бесчисленное количество капель воды, называемых «апрельскими дождями», чтобы в домике стало влажно. Затем проводятся официальные четыре четверти церемонии с перерывом между ними. Во время первой четверти на камни кладут четыре капли, во время второй — семь, во время третьей — десять, а во время четвёртой — несчётное количество капель. Считается, что эта церемония очищает участников, подготавливая их к церемонии Танца Солнца, которая, будучи формой духовной стойкости и борьбы, требует от Кроу чистоты, чтобы дать им духовную защиту.
Хотя точное происхождение «Парилки» неизвестно, Томас Желтохвост считал, что она появилась из-за истории о семи бизонах, их спутнике-самце и их битве с разъярённым бизоном Кости-Вместе. В этой истории каждый из семи бизонов нападает на Кости-Вместе, но ломает себе ноги из-за его костяной брони. Наконец наступает очередь союзника бизона, человека, который перед тем, как напасть на Кости-Вместе, молится Богу и получает благословение от орла, который даёт ему Baaxpée, чтобы он превратился в перо. С помощью этой силы человек противостоит Костям-Вместе, который четыре раза нападает на него, но каждый раз промахивается, потому что человек превращается в перо и улетает невредимым, словно подхваченный ветром. После четвёртой атаки человек выпускает стрелу в прямую кишку Костей-Вместе, пронзая его сердце и убивая. Несмотря на победу, друзья мужчины тяжело ранены, поэтому они вместе проводят церемонию «Пот-Лодж», которая исцеляет всех бизонов и возвращает им силу. После этого Семь Бизонов поднимаются в небо, чтобы создать Большую Медведицу, а мужчина — Малую Медведицу. «Парилка» также упоминается в истории о Человеке и Семи Баранах, который, несмотря на свои огромные способности, уважает «Парилку», признавая её великую силу.

### Домик для танца солнца: строительство и символизм
После очищения можно приступать к церемонии Танца Солнца. Однако сначала необходимо осмотреть здание Большой Ложи, Ashé Isée, так как это важно для понимания Танца в контексте и сложной символики, связанной с его строительством. Ложа является ближайшим к церкви зданием, которое было у Кроу до резервации, и строится общиной на земле, принадлежащей спонсору танца. Спонсором обычно является уважаемый человек, который хочет получить особое благословение от Бога или у которого было видение, предписывающее ему танцевать. В качестве спонсора он должен собрать все материалы, необходимые для строительства ложи, составить общую программу танца и обеспечить надлежащее проведение самого танца, руководя ключевыми ритуалами и песнями.
Самый важный элемент ложи — центральный шест, вокруг которого вращается вся церемония. Спонсор выбирает раздвоенное дерево и с почтением и молитвой срубает его. Если из пня дерева сочится сок, это считается хорошим предзнаменованием, и «Кроу» благословляют себя этим соком. Затем дерево переносят на церемониальное место и поднимают в вертикальное положение так, чтобы развилка ствола была обращена на восток. К одной из ветвей вилы привязывают белый флаг, к другой — синий. Белый цвет символизирует землю, а синий — небо. К виле также привязывают подношение из табака, чтобы помочь кроу общаться с Богом. На шесте углём рисуют три кольца, символизирующие количество дней в танце и три мира вселенной воронов. Чёрный цвет угля символизирует победу. Таким образом, шест становится символом Бога, проводником, по которому Baaxpée течёт к танцорам. К центральному столбу также подвешены голова бизона и тело орла — покровителей, которые оживут в воображении танцоров во время церемонии. Вокруг этого тотема, примерно в сорока футах от центра, установлены двенадцать столбов из тополя, образующих границы ложи, с дверью с восточной стороны. Двенадцать столбов — это физическое воплощение духовности Кроу, которые, будучи соединёнными стропилами с центральным столбом, символизируют связь Кроу с Богом, подобно колесу повозки Томаса Жёлтохвостого. Двенадцать столбов также символизируют двенадцать месяцев года в жизненном цикле Кроу, а образуя сферу, символизируют круг самой жизни. Для современных индейцев Кроу, которые верят как в традиционные религиозные идеи, так и в христианство, двенадцать столбов символизируют двенадцать апостолов, а три кольца на центральном столбе — три дня, которые Христос провёл в гробнице. Таким образом, танцевальный домик Солнца предназначен для того, чтобы фокусировать и направлять Baaxpée Бога, даруя участникам Кроу видения и благословение для всего племени.

### Церемония Танца Солнца
Как только вигвам будет построен, можно приступать к церемонии. Как и в случае с поиском видения, цель Танца Солнца состоит в том, чтобы показать преданность Кроу, продемонстрировать самопожертвование с помощью поста и пытку постоянными танцами, физически изнурить себя, молясь Богу в вигваме, который весь день нагревается под палящим солнцем. Традиционно основной целью Танца Солнца было дать скорбящему благословение Бога, чтобы отомстить племени, убившему его родственника, и, в частности, позволить участнику причинить вред тем, кто виновен в убийстве. Однако с установлением мира в резервациях цель ритуала изменилась. Теперь существует множество причин для исполнения Танца Солнца, в том числе обновление сезона, получение Божьего благословения и, в редких случаях, обретение священной силы, которая поможет кроу в войне. Хотя общей целью Танца Солнца может быть привлечение удачи в племя, у каждого танцора были свои личные причины для участия. Некоторые, возможно, хотели получить Baaxpée через видения, вызванные танцем, в то время как другие, возможно, хотели вылечить болезни, свои или членов своей семьи. Независимо от их мотивации, все танцоры перед церемонией дают клятву Танцу Солнца, обещая танцевать в течение всего объявленного времени.
Во время церемонии участник должен был не отрывать взгляда от идола на шесте, пока Кроу непрерывно танцевала, становясь всё более уставшей. Фигуры, казалось, оживали и танцевали вместе с ней, в конце концов заставляя танцовщицу упасть в обморок и увидеть видение. Если танцовщица смотрела на голову Буйвола и танцевала достаточно долго, чтобы дух ожил, считалось, что покровитель заряжал участника энергией, заставляя Кроу «тяжело упасть» и увидеть видение. Когда танцор падал в обморок и впадал в состояние транса, другие члены племени осторожно выводили его из центра церемонии, позволяя видению завершиться. Когда танцор приходил в себя, он чувствовал прилив сил и быстро возвращался к ритуалу. Барабанщики играют важную роль в том, чтобы помочь танцорам достичь этих видений. Ритмичные удары помогают танцору сохранять концентрацию, а нерегулярные удары утомляют участников. Когда барабанщики видят, что танцовщица охвачена видением, они усиливают ритм барабанов, чтобы помочь ей «тяжело упасть». Вождь барабанщиков часто молится за танцовщиц с помощью табачного дыма, чтобы помочь им перенести эту жертву.
В то время как в XIX веке Танец Солнца мог длиться несколько дней, сегодня он обычно продолжается три дня. В начале каждого дня кроу собирались в хижине перед рассветом, лицом на восток, чтобы приветствовать утреннее солнце. Когда первые лучи появлялись над горизонтом, кроу проводили церемонию восхода солнца, во время которой участники Танца Солнца пытались впитать силу солнца, молясь, танцуя, дуя в свистки из орлиных костей и напевая песню о восходе солнца. Во время церемонии «Восход солнца» запрещено проходить через вход в шатёр, так как это разрывает связь между танцорами и солнцем. Если кому-то нужно перейти с одной стороны шатра на другую, он должен обойти здание сзади. В первый день танцев участники скромно одевались в простую одежду, чтобы показать своё смирение перед Богом. Однако на второй день, когда танцоры уставали, они надевали яркую одежду, раскрашивали лица и принимали самые сильные лекарства, чтобы помочь себе в духовной борьбе. Чтобы помочь им пережить этот трудный второй день и в знак признания их самопожертвования, члены племени предлагали подарки и советы, а также сооружали в вигваме конструкции из ивы, чтобы затенять и поддерживать танцоров. Ива имеет большое значение, так как ассоциируется с прохладой, символически облегчая состояние измученных участников. Стойла часто красили жёлтой охрой — цветом, ассоциирующимся с орлом, которого кроу считают посланником Бога. Обычно церемония заканчивалась в полдень третьего дня, когда пост прерывался питьём освящённой воды, которую приносили женщины племени. После выпивки читались молитвы, в которых танцоры благодарились за принесённую жертву, и всё племя участвовало в большом пиршестве. Считается, что, возобновляя связь с Богом, Танец Солнца дарует племени Божье благословение, принося удачу и счастье в наступающем году.
До того, как «Танец Солнца» был запрещён, некоторые «Кроу» практиковали особый вид самоистязания. В грудных мышцах танцоров проделывались отверстия, через которые продевалась сыромятная верёвка и прикреплялась к столбу. Затем участник наклонялся назад, натягивая верёвку на своём теле в качестве самоистязания. Свобода наступала только тогда, когда верёвка прорезала кожу танцора, демонстрируя его преданность Богу. Однако при возрождении Танца Солнца эта конкретная практика не была включена в него, но по сей день остаётся одним из непреходящих образов Танца Солнца.

## Diakaashe, 'он действительно это сделал'
Как в прошлом, так и в настоящем, выполнение этих ритуалов без правильного религиозного настроя не принесло бы участнику никакой пользы. Величайший дар Богу — выполнять каждую церемонию с Diakaashe, «он действительно сделал это», то есть с искренней верой в силу Бога, и поэтому вести себя искренне и решительно. «Если человек ожидает получить что-то великое, то, скорее всего, он ничего не получит. Отцы-целители никому ничего не должны. Мы должны осознать это и посвятить свою жизнь жизни в соответствии с указаниями, данными нам свыше, — не раз в год, а каждый день и из года в год».

## Табак
Табак также является важным компонентом религии кроу, это растение почитается в секте кроу под названием «Табачное общество», «Bacu'sua». Кроу верят, что табак был впервые обнаружен вождём Безжизненным на озере Девилс в восточной части Северной Дакоты. Бог велел ему искать это растение, почитание которого помогло бы кроу чтить Бога. Из-за этого табак считается основой благополучия племени и описывается самими Кроу как «средство к существованию». Поскольку это растение особенно почитается, Табачное общество следит за тем, чтобы все обряды и ритуалы выполнялись правильно, и выращивает его, чтобы племя могло быть успешным. Считается, что дым священного растения помогает донести молитвы до Бога.
Для тех кроу, которые считают курение особенно священным, существует Общество священной трубки. В этом обществе курение совершается ежедневно, что позволяет его членам стать ближе к Богу. Когда трубка зажжена, её мундштук направляют вверх в качестве подношения Богу, затем вниз, к Матери-Земле, и, наконец, во все четыре стороны света. Когда молитвы закончены, трубку возвращают на её особое место в типи. Томас Желтохвост был сторонником этого способа почитания Бога, так как считал, что это способ молиться в повседневной жизни Кроу, что, по его мнению, особенно важно для должного уважения к Богу. Желтохвост использовал описание священной трубки Чёрного Лося, чтобы продемонстрировать, насколько, по его мнению, важна священная трубка для Кроу. «С этой священной трубкой вы будете ходить по Земле, ибо Земля — ваша бабушка и мать, и она священна. Каждый шаг, сделанный ради Неё, должен быть подобен молитве. Чаша этой трубки сделана из красного камня; это Земля... Трубка сделана из дерева, и это символизирует всё, что растёт на Земле... Все существа во вселенной связаны с тобой, кто курит трубку, — все посылают свои голоса Wakan-Tanka, Великий Дух. Когда вы молитесь с помощью этой трубки, вы молитесь обо всём и со всем».

## Христианство
Сегодня религия кроу включает в себя нечто большее, чем традиционные верования кроу. За последние 100 лет среди народа кроу утвердились несколько христианских сект. Истоки христианства среди кроу восходят к эпохе резерваций, когда кроу были ограничены относительно небольшим участком земли и находились под тщательным наблюдением белых миссионеров и правительственных агентов. Первой и наиболее успешной христианской конфессией были католики-иезуиты, которые в 1887 году основали миссию Святого Ксавьера в долине Бигхорн под руководством Пьерпаоло Прандо после того, как католики в течение семи лет проповедовали среди кроу. Кроу уважали Прандо за его стремление выучить их язык, что позволило ему общаться с ними и переводить проповеди на язык кроу, чтобы они могли понять христианского Бога. В октябре 1888 года иезуиты укрепили свою миссию, построив школу, что ещё больше привлекло Кроу к их конфессии. Ключом к успеху католиков была их способность договариваться с кроу на их собственных условиях, то, что миссионеры уважали традиционные верования кроу и даже позволяли новообращённым кроу делать христианские Xapáaliia.
Протестанты поначалу не слишком преуспели в обращении кроу в христианство. Несмотря на поддержку Бюро по делам индейцев, которое считало, что протестантизм «возвысит» кроу, первая унитарная миссия, основанная в Литтл-Бигхорне в 1886 году Генри Ф. Бондом, не смогла заручиться поддержкой общины кроу. Бонд исповедовал строгую форму протестантизма и поэтому отказывался признавать традиционные верования и культуру кроу, тем самым отталкивая племя. Миссия Американской миссионерской ассоциации, основанная в 1895 году Джеймсом Грегором Бёрджессом, постигла та же участь. Однако в 1903 году в Лодж-Грасс была построена баптистская миссия, а в 1904 году — школа под руководством преподобного Уильяма А. Петцольдта. Эта школа оказалась особенно популярной, так как располагалась в самом сердце общины кроу, что позволяло ученикам учиться, но оставаться дома, чего не позволяли далёкие школы-интернаты других христианских миссий. Эта миссия в Лодж-Грасс оказалась настолько успешной, что иезуиты, ослабленные прекращением финансирования их миссии Управлением по делам индейцев в 1895 году, тоже открыли там школу.
Хотя эти христианские группы добились успеха в обращении кроу в свою веру, им было гораздо сложнее заставить новообращённых поклоняться исключительно христианскому Богу. Это сопротивление было связано с системой верований кроу, согласно которой христианство считалось одним из многих способов установления отношений с Богом, позволяя традиционным верованиям кроу сосуществовать с христианскими практиками. Это нежелание кроу ещё больше расстраивало христианских миссионеров, поскольку на рубеже веков у кроу началось культурное и религиозное возрождение, выдвинувшее на первый план то, что они считали «примитивной» религией. Единственной успешной христианской сектой, которая смогла заставить Кроу поклоняться только Богу, был евангелизм, переживший в 1980-х годах религиозный бум и основавший церкви по всей резервации. Члены этих церквей отвергали любую форму традиционной религии Кроу, однако это было исключением из правил.

## Пейотль и церковь коренных американцев
Частью более широкого духовного пробуждения стал рост популярности религии пейота, которая достигла резервации Кроу в 1910 году. Церемонии пейота включают в себя употребление высушенных верхушек кактуса пейот, произрастающего на севере Мексики и на крайнем юге Соединённых Штатов. После употребления пейот вызывает чувство эйфории, зрительные искажения и ощущение вечности. Использование пейота в церемониях зародилось в доколумбовой Мексике. В XVII веке католические миссионеры описывали его применение во всех ночных церемониях коренными народами этого региона. Традиционно пейот употребляют по многим причинам, в том числе для того, чтобы продлить жизнь и сохранить здоровье, очистить тело и душу, а также привлечь удачу и защититься от вреда. Хотя учёные до сих пор спорят об этом, считается[кем?], что церемонии с пейотом были завезены в США кочевыми индейцами апачами и команчами, которые часто путешествовали к югу от границы, совершая набеги и пася своих лошадей.Именно концентрация этих коренных народов в резервациях Оклахомы позволила этой местной практике сохраниться и распространиться. Впервые многие племена жили в непосредственной близости друг от друга и могли общаться друг с другом, поскольку были вынуждены изучать английский, чтобы общаться с Бюро по делам индейцев. Затем правительство США ещё больше способствовало проведению ритуалов с пейотом, отправляя коренных американцев в школы-интернаты. Школы были плавильным котлом для разных племён, и ученики делились своими знаниями о церемониях с пейотом. Эти молодые люди впоследствии стали образованными и влиятельными членами своих племён, что позволило им пропагандировать употребление пейота в своих общинах. Употребление пейота так быстро распространилось в резервациях Оклахомы, потому что это был элемент культуры коренных народов, который ещё не был уничтожен белыми, что обеспечило коренным американцам бесценную связь с их прошлым.
В 1918 году приверженцы пейота, столкнувшись с репрессиями со стороны правительства, объединились в Церковь коренных американцев, надеясь, что в качестве официальной организации США будут вынуждены признать пейот законной религией. В Церкви члены употребляют пейот, а затем поют и молятся Богу всю ночь. Вождь команчей Куана Паркер прокомментировал разницу между церковью коренных американцев и основным христианством, отметив, что «Белый человек заходит в дом своей церкви и разговаривает о нас Господи, но индеец заходит в свой типи и разговаривает Для Господи».
Управление по делам индейцев, считавшее пейот вызывающим привыкание и вредным для «цивилизации», запретило продажу этого растения в Монтане в 1923 году. Когда выяснилось, что кроу ездят в Вайоминг за кактусом, в 1929 году там был введён запрет на пейот. Однако благодаря кампании Bird Above, которая показала, что пейот способствует добродетели, поощряя моногамию, усердный труд и умеренность, запрет был отменён в то время, когда исследования показали, что растение не вызывает привыкания. Религия пейота оказалась популярной, и отчаявшиеся миссионеры в 1930-х годах отмечали, что большинство их прихожан посещали христианские проповеди и при этом придерживались верований пейота. Считается, что на рубеже тысячелетий в резервации Кроу ежегодно проводится около ста церемоний с пейотом. Среди Кроу практикуются и другие индейско-христианские религии, в том числе индейская форма пятидесятничества, которая была впервые представлена в резервации верующими Кроу в 1920-х годах, но сегодня имеет множество приверженцев.

## Медицина и целительство
Знахари племени известны как Akbaalia («целитель»).

## Mannegishi
Mannegishi, которых также называют карликами — это лысые гуманоиды с большими выпуклыми красивыми глазами и крошечными загорелыми телами. Они были трикстерами. Их поведение схоже с поведением эльфов или фей в народных английских верованиях.